# Falscher Balduin I.
Falscher Balduin I. († 1225 in Flandern) ist in der Geschichtswissenschaft die Bezeichnung für jenen Hochstapler, welcher sich als der Kaiser des Lateinischen Kaiserreichs, Balduin I., ausgab. 

## Leben
Über das frühe Leben des Betrügers ist nicht viel bekannt. Sein richtiger Name lautete nach einigen Überlieferungen Bertrand. Er soll längere Zeit in den Niederlanden gelebt haben. Erstmals öffentlich trat er 1224/25 in der Gegend um Tournai auf, wobei er behauptete, der wiedergekehrte Kaiser Balduin I. zu sein. Dieser war nach der Schlacht von Adrianopel 20 Jahre zuvor in bulgarische Gefangenschaft geraten und ermordet worden. Um den Tod des Kaisers gab es allerdings zahlreiche Spekulationen unter Zeitgenossen, was der Hochstapler zunächst erfolgreich für seine Geschichte nutzen konnte. Er fand Anerkennung bei den umliegenden Städten und dem regionalen Adel. Später erkannten ihn auch die Herzöge von Limburg, Brabant und der englische König Heinrich III. an, welcher ihm ein Bündnis gegen Frankreich anbot. Es drohte ein Bürgerkrieg zwischen dem Betrüger und der amtierenden Herrscherin von Flandern Johanna, einer Verbündeten Ludwigs VIII. von Frankreich. Der französische König traf den Falschen Balduin im selben Jahr und befragte ihn zu seinem Vorleben. Er gab keine Antworten auf die Fragen; auch seine geographischen Kenntnisse erwiesen sich als lückenhaft. Angeblich enttarnte der Bischof von Beauvais ihn in dieser Befragung als Betrüger. Der Falsche Balduin floh am nächsten Tag Richtung Köln, wurde aber bald gefasst und wenig später hingerichtet.